# グアム大学
グアム大学（グアムだいがく、英語: University of Guam、略称: U.O.G.、チャモロ語: Unibetsedåt Guåhan）は、四年制のランドグラント大学。アメリカ領グアム島マンギラオ村に所在し、 Western Association of Schools and Colleges （米国の認定校制度）から認定された高等教育機関で、学士課程35専攻、修士課程13専攻を擁する。
2006年度で在籍する3,176人の学生のうち、90%はアジア太平洋諸島系民族となっている。教員:学生比は1:180。

## 概要
グアム大学は2年制教員養成機関（Territorial College of Guam）として1952年に創立された。1968年には入学者も1,800人を超えた。2020年12月1日、姜豊子教授が令和2年度外務大臣表彰を受賞。

## 沿革
- 1952年 - 2年制教員養成機関（Territorial College of Guam）として創立。
- 1960年 - マンギラオ村に移転。
- 1965年 - 4年制大学として認定。
- 1972年 - 米国議会によりランドグラント大学に指定。

## 学部
グアム大学には学士課程35専攻、修士課程15専攻ある。
- 教養・社会科学学部　College of Liberal Arts and Social Sciences (CLASS)
  - 人文学部門　Division of Humanistic Studies
  - 英語・応用言語学科　Department of English & Applied Linguistics (D.E.A.L.)
  - 社会・行動学部門　Division of Social & Behavioral Sciences
  - コミュニケーション・芸術部門　Division of Communication & Fine Arts
- 自然科学学部　College of Natural and Applied Sciences (CNAS)
  - コンピューターサイエンス学科　Department of Computer Science
  - 自然科学部門　Division of Natural Sciences
  - 数学部門　Division of Mathematical Sciences
- ビジネス・公共行政学部　School of Business & Public Administration (SBPA)
- 教育学部　School of Education (SOE)
- 看護・社会福祉・健康科学学部　School of Nursing, Social Work & Health Sciences (SNSWHS)

## イベント
- グアム大学アドベンチャースポーツキャンプ(University of guam adventure sports camp)

グアム大学が夏休み期間中に開催する、5歳から15歳までの児童を対象としたスポーツと学習プログラム。年齢別に分かれてさまざまな体験をする。海外から日本人、韓国人もプログラムに参加している。2019年度は6/3から8/16開催予定、グアム大学に一番近い宿泊施設はレオパレスリゾート・グアム、宿泊者にこのプログラムの予約代行を行っている。

## 著名な出身者
- ピーター・スギヤマ（英語版）（元パラオ上院議長・日系パラオ人）
- ペドロ・テノリオ（北マリアナ諸島知事）
- ベニグノ・フィティアル（北マリアナ諸島知事）
- エロイ・イノス（北マリアナ諸島知事）
- ベンジャミン・マングローナ（北マリアナ諸島副知事）
- アマタ・コールマン・レイドワーゲン（アメリカ領サモア選出のアメリカ合衆国下院議員）
- マニー・モリ（ミクロネシア連邦の大統領）
- アルフォンソ・オイッテロン（パラオの大統領）
- マイケル・サン・ニコラス（グアム準州選出のアメリカ合衆国下院議員）
- フランシス・マツタロウ（駐日パラオ大使・日系パラオ人）
- 飯島愛美（トライアスロン選手）

## 対外関係

### 日本における協定校
- 茨城キリスト教大学
- 作新学院大学
- 亀田医療大学
- 千葉商科大学
- 千葉工業大学
- 芝浦工業大学
- 岐阜市立女子短期大学
- 大阪府立大学
- 岡山大学
- 就実大学、就実短期大学
- 中村学園大学、中村学園大学短期大学部
- 美作大学
- 琉球大学
- 沖縄県立看護大学
- 加計学園

部局間学術交流協定
- グアム大学と龍谷大学経済学部
- 自然科学学部と東京都立大学・理学部、理学研究科

教育機関外
- 岡山市
- 唐津市